# Nelly Borgeaud
Pour les articles homonymes, voir Borgeaud.
Nelly Borgeaud, née le 29 novembre 1931 à Genève (Suisse) et morte le 14 juillet 2004 à Saint-Vaury (France), est une actrice suisse.

## Biographie
Nelly Borgeaud est notamment connue pour son rôle de Berthe dans La Sirène du Mississipi de François Truffaut ainsi que par son rôle de Delphine dans L'Homme qui aimait les femmes du même cinéaste.
Elle a joué trois fois pour Alain Resnais qui appréciait particulièrement son « phrasé », affirmant qu'il saurait le reconnaître à l'oreille, et qui la trouvait « démentielle » dans son film On connaît la chanson.
Elle fut l'épouse de l'acteur Yves Vincent célèbre pour son rôle du juge Garonne dans la série Tribunal.
Elle est inhumée au cimetière de Bénévent-l'Abbaye (Creuse).

## Filmographie

### Cinéma
- 1955 : Hôtel Adlon de Josef von Báky
- 1955 : Le Dossier noir d'André Cayatte : Danièle
- 1956 : Cela s'appelle l'aurore de Luis Buñuel : Angela
- 1956 : Zwischen uns die Berge / Lied der Heimat de Franz Schnyder
- 1960 : Vers l'extase de René Wheeler
- 1962 : Codine d'Henri Colpi
- 1963 : Muriel ou le Temps d'un retour d'Alain Resnais
- 1969 : La Sirène du Mississipi de François Truffaut : Berthe
- 1974 : Parlez-moi d'amour de Michel Drach
- 1977 : L'Homme qui aimait les femmes de François Truffaut : Delphine Grezel
- 1978 : Le Sucre de Jacques Rouffio : Hilda Courtois
- 1980 : Mon oncle d'Amérique d'Alain Resnais : Arlette Le Gall
- 1980 : Une femme au bout de la nuit de Daniel Treda
- 1983 : Ballades (court métrage) de Catherine Corsini : Elle
- 1984 : Paroles et Musique d'Élie Chouraqui : Julie
- 1986 : Nuit de Chine (court métrage) de Catherine Corsini
- 1987 : Maladie d'amour de Jacques Deray : Rôle coupé au montage
- 1987 : Dandin de Roger Planchon
- 1988 : Comédie d'été de Daniel Vigne
- 1989 : Tumultes de Bertrand Van Effenterre
- 1992 : L'Accompagnatrice de Claude Miller
- 1993 : Traverser le jardin (court métrage) de Dominique Cabrera
- 1993 : Une nouvelle vie d'Olivier Assayas
- 1996 : Stabat mater de Dominique Boccarossa
- 1997 : On connaît la chanson d'Alain Resnais
- 1998 : Jeanne et le Garçon formidable d'Olivier Ducastel et Jacques Martineau
- 1999 : La vie ne me fait pas peur de Noémie Lvovsky
- 1999 : Mécréant (court métrage) de Louis-Do de Lencquesaing
- 2000 : La Confusion des genres d'Ilan Duran Cohen : La mère d'Alain
- 2001 : Haute Fidélité (moyen métrage) de Brice Cauvin

### Télévision
- 1970 : Noële aux quatre vents (téléfilm) : Helena Bonelli
- 1979 : Le Tourbillon des jours (téléfilm) : La narratrice
- 1980 : Une page d'amour (téléfilm) d'Élie Chouraqui
- 1981 : Mon Meilleur Noël (série télévisée) : Jacqueline
- 1982 : Cinéma 16 (série télévisée) : Je tue il : Etiennette
- 1982 : On sort ce soir (série télévisée) : Gina Ekdal
- 1982 : La Chartreuse de Parme (La Certosa di Parma) (téléfilm) de Mauro Bolognini
- 1982 : Sacrée Ulysse : Pénélope
- 1988 : Les Enquêtes du commissaire Maigret (épisode : La Pipe de Maigret) de Jean-Marie Coldefy
- 1990 : Le Malade imaginaire : Béline (captation) par William Christie et Les Arts Florissants
- 1991 : Les Cahiers bleus : Mme Leprince
- 1992 : Méprise d'otage : Hermine
- 1994 : Les Cinq Dernières Minutes (épisode : L'assassin fait du cinéma) : La scripte
- 1998 : La Femme d'un seul homme : Mamouche
- 2001 : De toute urgence : Catherine

## Théâtre
- 1955 : Living-Room de Graham Greene, mise en scène Jean Mercure, Théâtre Montparnasse
- 1957 : Périclès, prince de Tyr de William Shakespeare, mise en scène René Dupuy, Théâtre de l'Ambigu
- 1959 : La Fournaise de Jacques Aeschlimann, mise en ondes Marcel Merminod, Radio Suisse Romande

- 1960 : Les Trois Sœurs d'Anton Tchekhov, mise en scène Sacha Pitoëff, Théâtre de l'Alliance française
- 1962 : Les Témoins de Georges Soria, mise en scène Roger Mollien, Théâtre du Vieux-Colombier
- 1963 : Château en Suède de Françoise Sagan, mise en scène André Barsacq, Théâtre de l'Atelier
- 1966 : Témoignage irrecevable de John Osborne, mise en scène Claude Régy, Théâtre des Mathurins

- 1972 : Un pape à New-York de John Guare, mise en scène Michel Fagadau, Théâtre de la Gaîté-Montparnasse
- 1973 : Le Tartuffe de Molière, mise en scène Roger Planchon
- 1976-1977 : Gilles de Rais de Roger Planchon, mise en scène de l'auteur, TNP Villeurbanne et Théâtre national de Chaillot
- 1977 : Pauvre Assassin de Pavel Kohout, mise en scène Michel Fagadau, Théâtre de la Michodière
- 1978 : Les Rustres de Carlo Goldoni, mise en scène Claude Santelli, Théâtre de la Michodière
- 1979 : Les Trois Sœurs d'Anton Tchekhov, mise en scène Lucian Pintilie, Théâtre de la Ville

- 1980 : Athalie de Racine, mise en scène Roger Planchon, TNP Villeurbanne, Théâtre de l'Odéon
- 1983 : Émilie ne sera plus jamais cueillie par l'anémone d'après Emily Dickinson, mise en scène Gabriel Garran, Festival d'Avignon, Théâtre de la Commune
- 1986 : Californie paradis des morts de faim d'après Sam Shepard, mise en scène Marcel Maréchal, Théâtre La Criée
- 1986 : Les Femmes savantes de Molière, mise en scène Françoise Seigner, Théâtre de Boulogne-Billancourt
- 1987-1988 : Les Galanteries du duc d'Ossone de Jean de Mairet, mise en scène Jean-Marie Villégier, Comédie de Caen, Théâtre national de Strasbourg, Théâtre national de Chaillot
- 1987-1988  : George Dandin de Molière, mise en scène Roger Planchon, TNP Villeurbanne et TNP
- 1990 : Le Malade imaginaire de Molière et Marc-Antoine Charpentier, mise en scène Jean-Marie Villégier, direction musicale William Christie, Théâtre du Châtelet, Opéra Comédie, Théâtre de Caen
- 1992 : Les Dits de lumière et d'amour d'Ève Duperray, mise en scène Marie-Paule André, Festival d'Avignon
- 2001 : Mélodies 6, mise en scène Jean-Paul Delore, Rencontres d'été Chartreuse de Villeneuve-lès-Avignon

## Distinctions

### Nominations
- César 1978 : César de la meilleure actrice dans un second rôle pour L'Homme qui aimait les femmes
- César 1979 : César de la meilleure actrice dans un second rôle pour Le Sucre